# La Poupée qui fait non
Singles de Michel Polnareff
Love Me, Please Love Me
(1966)
La Poupée qui fait non est la première chanson de Michel Polnareff publiée en 1966. Elle remporte un succès rapide (200 000 exemplaires vendus) et demeure l'un des grands classiques de Polnareff.

## Autour de la chanson
Les paroles de Frank Gérald, anodines en apparence, font en fait référence à la libération sexuelle des jeunes filles.
La musique de Michel Polnareff ne comporte qu'une seule mélodie, accompagnée d'accords majeurs au nombre de trois (Mi La Ré).
Lors de l'enregistrement de la version originale de l'album, la partition de guitare est jouée par le guitariste anglais Jimmy Page (futur membre de The Yardbirds et fondateur de Led Zeppelin) et la ligne de basse assurée par John Paul Jones (membre de Led Zeppelin).
Michel Polnareff l'a également enregistrée en allemand (Meine Puppe sagt non), en espagnol (Muñeca que hace no) et en italien (Una bambolina che fa no, no, no).
La version de l'album Live at the Roxy (1996) est sortie en single.

## Discographie
Super 45 tours (1966) :
| - Face A : - La Poupée qui fait non - Chère Véronique | - Face B : - Beatnik - Ballade pour toi |

## Reprises et adaptations

### Reprises
- La chanson a été reprise en 1966 au Québec par le groupe Les Sultans avec un très grand succès.
- La poupée qui fait non est enregistrée par Johnny Hallyday sur l'album À partir de Maintenant en 1980 (Cette même année, Johnny Hallyday commence sa tournée d'été le 22 juin 1980, par un concert à la Fête de la Liberté devant plus de 200 000 spectateurs[3]. Ce soir là, le chanteur évoque l'exil de Michel Polnareff, sans prononcer son nom, se contentant de chanter un court extrait de La Poupée qui fait non repris en chœurs par le public, souhaitant qu'il puisse bientôt revenir en France[4]).
- Florent Pagny avec Kad Merad.
- Mylène Farmer et Khaled l'ont interprété en duo sur l'album Live à Bercy et ce titre est sorti en single en 1997.

### Adaptations
- Une adaptation en italien est enregistrée en 1966 par I Quelli, I Rokketti
- Elle est chantée en anglais par Scott McKenzie sous le titre No, No, No, No, No sur l'album The Voice of Scott McKenzie sorti en 1967
- Dana Gillespie la reprend, toujours en anglais, en 1968
- le Saint Etienne, en anglais
- Ivan Cattaneo, en italien
- Gabry Ponte, en italien (version Italo dance)
- le groupe rock américain Luna
- Danielle (version europoptrash)
- la japonaise Sonoko
- Hervé Rozoum
- The Birds
- Cristina[précision nécessaire]
- James Blunt[précision nécessaire]
- Đorđe Marjanović, en serbe

### Version instrumentale
- Jimi Hendrix Experience enregistre une version instrumentale de La poupée qui fait non, Jimi Hendrix est à la guitare basse et Noel Redding à la guitare[5].

## Version de Mylène Farmer et Khaled
Singles de Mylène Farmer
Rêver
(1996) Ainsi soit je (Live)
(1997)
La Poupée qui fait non (Live) est un single de Mylène Farmer en duo avec Khaled, sorti le 29 avril 1997 en tant que premier extrait du deuxième album Live de Mylène Farmer, Live à Bercy.
Cette reprise de la chanson de Michel Polnareff, enregistrée en concert dans une version aux accents raï, est le deuxième duo de Mylène Farmer.
Le clip correspond à l'interprétation du titre par Mylène Farmer et Khaled lors du concert de la chanteuse le 12 décembre 1996 à Bercy.
Cette reprise connaît le succès en France, se classant à la 6e place du Top 50, mais aussi en Belgique où elle reste classée plusieurs semaines dans le Top 10 wallon, atteignant la 5e place.
L'album Live à Bercy deviendra alors le record de l'album Live le plus vendu par une chanteuse française.

### Contexte
Alors qu'elle connaît un grand succès avec son album Anamorphosée, Mylène Farmer entame sa deuxième tournée au printemps 1996, se produisant notamment à Bercy.

Le 15 juin 1996, lors d'un concert à la Halle Tony-Garnier de Lyon, la chanteuse fait une grave chute : alors qu'elle est suspendue sur une plateforme rappelant la locomotive du clip de XXL, un danseur fait malencontreusement basculer la plateforme.
Mylène Farmer chute alors de plusieurs mètres de hauteur et souffrira d'une double fracture ouverte du poignet, ce qui entraînera un report des autres dates de la tournée.
Le 24 octobre 1996, Mylène Farmer interprète Comme j'ai mal, son nouveau tube, dans l'émission Tip Top sur TF1.
À cette occasion, elle enregistre un duo avec Khaled, qui commence à connaître un grand succès avec sa chanson Aïcha, en reprenant La poupée qui fait non de Michel Polnareff, dans une version aux accents raï.
Cette chanson, qui date de 1966, est la première chanson que Mylène Farmer ait apprise lorsqu'elle était enfant.
Reprenant la deuxième partie de sa tournée en novembre 1996, Mylène Farmer propose à Khaled de venir la rejoindre sur scène pour interpréter La poupée qui fait non à l'Arena de Genève ainsi qu'à Bercy.
Ce duo sera alors choisi pour devenir le premier extrait du deuxième album Live de Mylène Farmer, Live à Bercy, qui paraît en mai 1997.
Il s'agit du deuxième duo de Mylène Farmer à sortir en single, après Regrets avec Jean-Louis Murat en 1991.

### Sortie et accueil critique
Le single sort le 29 avril 1997, trois semaines avant l'album Live à Bercy de Mylène Farmer, et propose également la version Live de L'autre (une ballade de Mylène Farmer de 1991, présente sur l'album du même nom).

Des remixes sont réalisés par Thierry Rogen et par Mylène Farmer elle-même.

#### Critiques
- « Une bonne surprise. » (Vidéo 7)[9]
- « Le résultat est certes séduisant. Mais surtout très étonnant. Il met en évidence la perfection de la voix de la chanteuse. » (La Dernière Heure)[10]
- « Un duo surprenant sur un rythme raï-dance. » (La Légende des Tubes)[11]
- « Percussions omniprésentes et son gonflé au maximum, la comptine se transforme ici en une espèce d'hymne à la sauce Farmer. » (7 Extra)[12]
- « Un duo-raï énergique. » (Vogue)[13]

### Vidéo-clip
Le clip correspond à l'interprétation du titre par Mylène Farmer et Khaled lors du concert de la chanteuse le 12 décembre 1996 à Bercy.

### Promotion
Mylène Farmer et Khaled n'effectueront aucune promotion pour la sortie de ce single.

### Classements hebdomadaires
Dès sa sortie, le titre atteint la 6e place du Top 50, dans lequel il reste classé durant 8 semaines.

La chanson connaît un grand succès en Belgique, atteignant la 5e place et restant classée durant 18 semaines, dont 8 dans le Top 10.
L'album Live à Bercy restera classé pendant plus de quatre mois dans le Top 10 des meilleures ventes en France, et deviendra le record de l'album Live le plus vendu par une chanteuse française.
| Classement (1997)   | Meilleure position |
| ------------------- | ------------------ |
| Belgique - Wallonie | 5                  |
| France              | 6                  |
| Europe              | 34                 |
| Québec              | 45                 |

### Liste des supports
| 1. | La poupée qui fait non (Live) | Frank Gérald  | Michel Polnareff  | 4:30 |
| 2. | L'autre (Live)                | Mylène Farmer | Laurent Boutonnat | 5:15 |

| 1. | La poupée qui fait non (Live)                               | 4:30 |
| 2. | La poupée qui fait non (Say It Like You Used To Club Remix) | 7:50 |
| 3. | La poupée qui fait non (I Want A Man Mix)                   | 6:30 |
| 4. | L'autre (Live)                                              | 5:30 |

### Crédits
- Paroles : Frank Gérald
- Musique : Michel Polnareff
- Claviers et direction musicale : Yvan Cassar
- Claviers et percussions : Susie Davis
- Guitares : Jeff Dahlgren et Brian Ray
- Basse : Jerry Watts Jr
- Batterie : Abraham Laboriel Junior
- Choristes : Carole Rowley et Esther Dobong'Na Essiene
- Prise de son : Thierry Rogen
- Mixage : Bertrand Châtenet, assisté d'Emmanuel Feyrabend[20]
- Remixes : Mylène Farmer et Thierry Rogen[21]

### Albums et vidéos incluant le titre

#### Albums de Mylène Farmer
| Année | Album        | Version                      | Durée | Certifications de l'album |
| 1997  | Live à Bercy | Version Live                 | 4:30  | 3 × Platine · Or · Or     |
| 2021  | Plus grandir | Version Live Vidéo-clip Live | 4:30  | Platine                   |
| 2025  | 86-97        | Version studio               | 3:49  |                           |

#### Vidéos de Mylène Farmer
| Année | Vidéo                       | Version         | Durée | Certifications de la vidéo    |
| 1997  | Live à Bercy                | Live 1996       | 5:20  | Diamant (VHS) · Diamant (DVD) |
| 2001  | Music Videos II & III (DVD) | Vidéo-clip Live | 4:30  | Diamant                       |